# ان‌جی‌سی ۳۶۶۹
ان‌جی‌سی ۳۶۶۹ یک کهکشان‌ است.